# Allüren
Allüren (französisch allure „Gang“, „Benehmen“; fast nur im Plural gebräuchlich) ist im Allgemeinen eine Bezeichnung für auffälliges oder übertriebenes menschliches Verhalten. Nach dem Duden werden hiermit, bildungssprachlich oft abwertend, „aus dem Rahmen fallende Umgangsformen“, „auffallendes Benehmen“ sowie „Gehabe“ beschrieben. Im Speziellen wird damit ein eitles, launenhaftes Benehmen bezeichnet, das in negativem Sinne vor allem gegenüber Marotten und Gehabe von Diven, Stars oder anderen Vertretern des Show-Business verwendet wird („Starallüren“).
Allüre, in der häufigeren Verwendung als Pluraletantum Allüren für ‚Gewohnheiten, auffallende Umgangsformen‘ wurde Anfang des 19. Jahrhunderts aus dem Französischen allures (Plural) bzw. allure (Singular) für ‚Gewohnheiten, Manieren, Benehmen, Verlauf‘ entlehnt; voraus ging das mittelfranzösische allure und altfranzösische aleure für ‚Gang(art), Lauf‘. Als Allüre oder Allure wurde auch die Gangart von Pferden bezeichnet.